# Im Stahlnetz des Dr. Mabuse
Im Stahlnetz des Dr. Mabuse é um filme policial alemão dirigido por Harald Reinl e produzido por Artur Brauner. O filme estreou em 13 de outubro de 1961 na Alemanha Ocidental. É o segundo filme de uma série na década de 60, baseada no personagem de um romance por Norbert Jacques.

## Elenco
- Gert Fröbe: Comissário Lohmann
- Lex Barker: Joe Como
- Daliah Lavi: Maria Sabrehm
- Fausto Tozzi: Diretor Wolf
- Werner Peters: Böhmler
- Rudolf Forster: Prof. Julius Sabrehm
- Rudolf Fernau: Pastor Breitenstein
- Joachim Mock: Assistente Voss
- Alexander Engel: Prof. Griesinger
- Ady Berber: Alberto Sandro
- Zeev Berlinsky: Dimitrios
- Henry Coubet: O Cego
- Laura Solari: Sra. Pizarro
- Jean-Roger Caussimon: O Caixeiro
- Albert Bessler: O Corretor
- Lou Seitz: Sra. Lohmann
- Wolfgang Preiss: Dr. Mabuse